# Petropavlovka
Petropavlovka (in russo Петропавловка?, in buriato Сагаата) è un villaggio della Russia asiatica, in Siberia Orientale. È situato nella Repubblica autonoma della Burazia e appartiene al rajon Džidinskij del quale è il centro amministrativo.
Il villaggio si trova sulla riva sinistra del fiume Džida (un affluente del Selenga), 240 km a sud-ovest di Ulan-Ude.